# مارینا آکوبیا
مارینا آکوبیا (روسی: Марина Дазмировна Акобия؛ زادهٔ ۱۲ ژانویه ۱۹۷۵) ورزشکار واترپلو اهل روسیه است.
وی در مسابقات کشوری و بین‌المللی در مجموع برندهٔ ۳ مدال برنز شده‌است.